# Old Wardour Castle
Wardour Castle er en middelalderlig borg, der ligger Wardour på grænsen til Tisbury og Donhead St Andrew i det engelske county Wiltshire omkring 24 km vest for Salisbury. Fæstnignen blev bygget i 1390'erne og blev devlist ødelagt i 1643 og 1644 under den engelske borgerkrig. Den drives i dag som turistattraktion af English Heritage og det er en listed building af første grad.